# Jimmy Young
Jimmy Young (Filadelfia, 14 novembre 1948 – Filadelfia, 20 febbraio 2005) è stato un pugile statunitense, sfidante di Muhammad Ali per il titolo mondiale dei pesi massimi e vittorioso avversario di George Foreman.

## Carriera
Esordì tra i professionisti nell'ottobre 1969, combattendo due-tre volte l'anno con risultati discreti. Nel 1973, ancora inesperto, perse per knock-out tecnico alla terza ripresa da Earnie Shavers, uno dei più grandi "picchiatori" di tutti i tempi. L’anno dopo, in trasferta nel Regno Unito, batté per KOT all'ottavo round il futuro campione del Commonwealth Richard Dunn. Acquisita maggior esperienza, il 26 settembre 1974 riuscì a strappare un pari con Shavers, pur essendo stato atterrato al quarto round.
Nel '75 batté il potente Ron Lyle, in procinto di sfidare Muhammad Ali per il titolo mondiale, tenendolo a distanza e vincendo ai punti per decisione unanime.
Fu allora la sua volta di sfidare il Campione del Mondo, il 30 aprile 1976. Il verdetto fu unanime in favore di Ali ma, secondo l'agenzia di stampa Associated Press, Young avrebbe meritato di vincere con un vantaggio di tre punti. Seguì una nuova vittoria contro Ron Lyle, con larga decisione unanime
Il 26 gennaio 1977, a San Juan di Porto Rico, Young fornì la miglior prestazione della sua carriera battendo l'ex- Campione del Mondo George Foreman, infliggendogli la seconda sconfitta dopo il KO subito da Muhammad Ali. Young dominò l'incontro già dall'inizio, grazie alla sua maggiore mobilità, e Foreman giunse alle ultime riprese esausto. Alla dodicesima e ultima ripresa mise addirittura al tappeto il suo avversario, ormai spossato. L'incontro fu dichiarato match dell'anno dalla rivista Ring Magazine e la sua dodicesima ripresa round dell'anno. 
Nel maggio dello stesso anno Young combatté contro Ken Norton la semifinale per il titolo mondiale allestita dalla WBC a Las Vegas. Young perse ai punti per decisione contrastata (un giudice gli aveva assegnato la vittoria). L'incontro si tradusse poi in una virtuale assegnazione del titolo mondiale, essendosi rifiutato il nuovo detentore Leon Spinks di combattere contro Norton.
Dopo questo match cominciò il declino del pugile di Filadelfia che fu sconfitto da Ossie Ocasio (due volte), Michael Dokes, Gerry Cooney e Tony Tubbs. Dal 1983 iniziò a combattere in modo saltuario, per poi ritirarsi definitivamente a 42 anni, nel 1990.

## Caratteristiche tecniche
Pugile stilista, faceva leva sulla velocità e sull'agilità, trovandosi spesso a suo agio di fronte a pugili attaccanti, che sapeva colpire d’incontro ed in maniera efficace. Nel 1998 la rivista The Ring lo ha collocato al 37º posto in una propria classifica dei migliori pesi massimi della storia del pugilato.